# بات كينسلا
بات كينسلا (بالإنجليزية: Pat Kinsella)‏ هو لاعب كرة قدم بريطاني في مركز الوسط، ولد في 8 نوفمبر 1943 في ليفربول في المملكة المتحدة. لعب مع ستوكبورت كونتي ونادي بانغور سيتي ونادي ترانمير روفرز ونادي ريل ونادي ليفربول.